# Dòlar namibià
El dòlar namibià (en anglès Namibian dollar o, simplement, dollar) és la unitat monetària de Namíbia. El codi ISO 4217 és NAD i s'abreuja $, o N$ per diferenciar-lo del dòlar dels Estats Units i d'altres tipus de dòlars. Se subdivideix en 100 cents o cèntims.
El dòlar namibià es va introduir el 1993 en substitució del rand sud-africà a un tipus de canvi paritari (1 N$ = 1 rand). Amb tot i això, el rand encara té valor legal dins de Namíbia.
Emès pel Banc de Namíbia (Bank of Namibia), en circulen monedes de 5, 10 i 50 cents i d'1 i 5 dòlars, i bitllets de 10, 20, 50, 100 i 200 dòlars.

## Taxes de canvi
- 1 EUR = 15,21898 NAD (21 d'octubre de 2016)
- 1 USD = 14,00128 NAD (21 d'octubre de 2016)